# Panagaeus
Panagaeus là một chi bọ cánh cứng thuộc họ Carabidae đặc hữu của miền Cổ bắc (bao gồm châu Âu), Cận Đông và Bắc Phi.

## Các loài
- Panagaeus abei Nakane, 1997
- Panagaeus asuai Ogueta, 1966
- Panagaeus bipustulatus Fabricius, 1775
- Panagaeus coreanus Nakane, 1997
- Panagaeus cruciger Say, 1823
- Panagaeus cruxmajor Linnaeus, 1758
- Panagaeus davidi Fairmaire, 1887
- Panagaeus fasciatus Say, 1823
- Panagaeus japonicus Chaudoir, 1861
- Panagaeus panamensis Laferte-Senectere, 1851
- Panagaeus piacenzae Dellabeffa, 1983
- Panagaeus quadrisignatus Chavrolat, 1835
- Panagaeus relictus Semenov & Bogachev, 1938
- Panagaeus robustus A. Morawitz, 1862
- Panagaeus sallei Chaudoir, 1861

## Hình ảnh

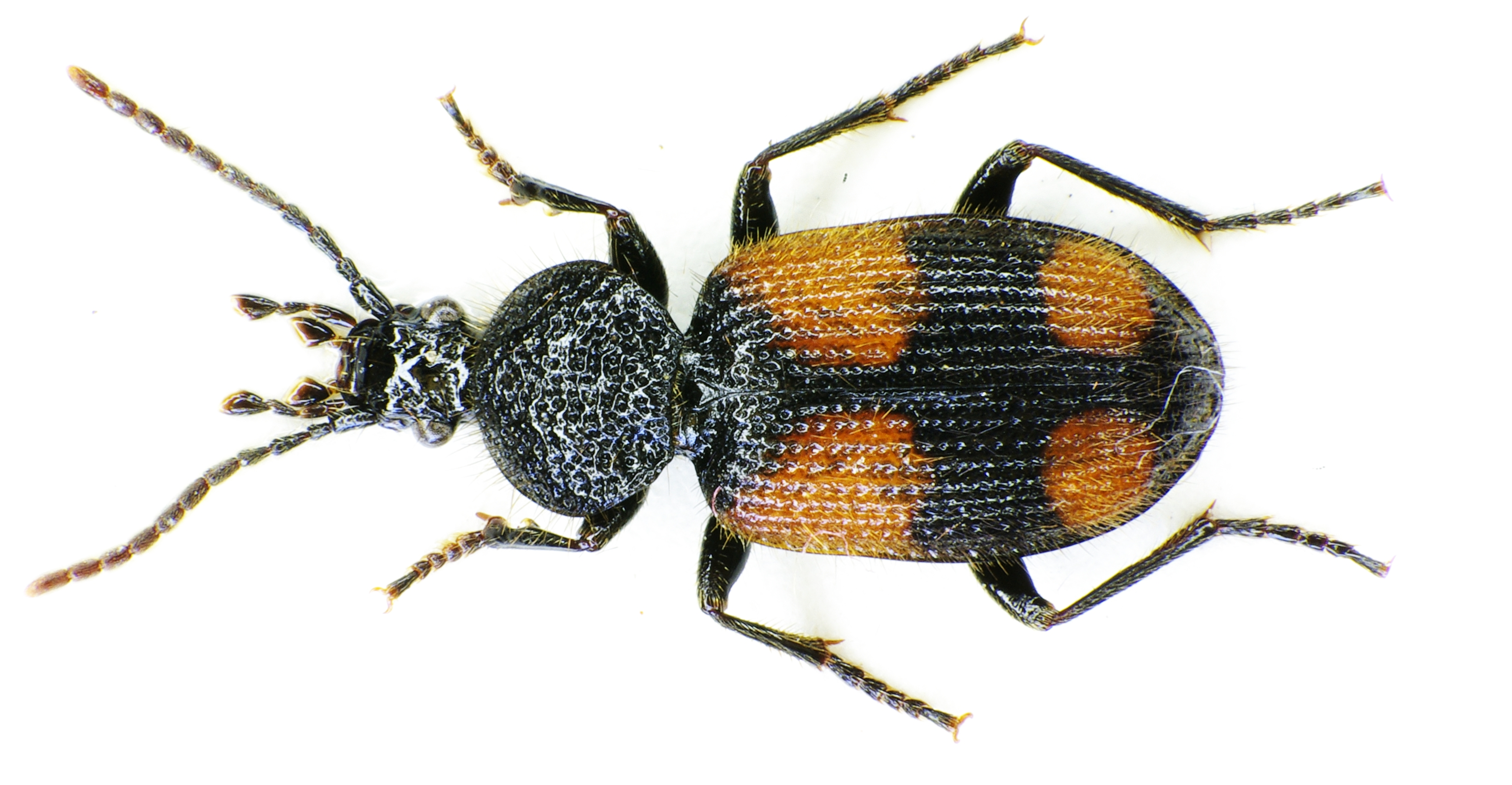
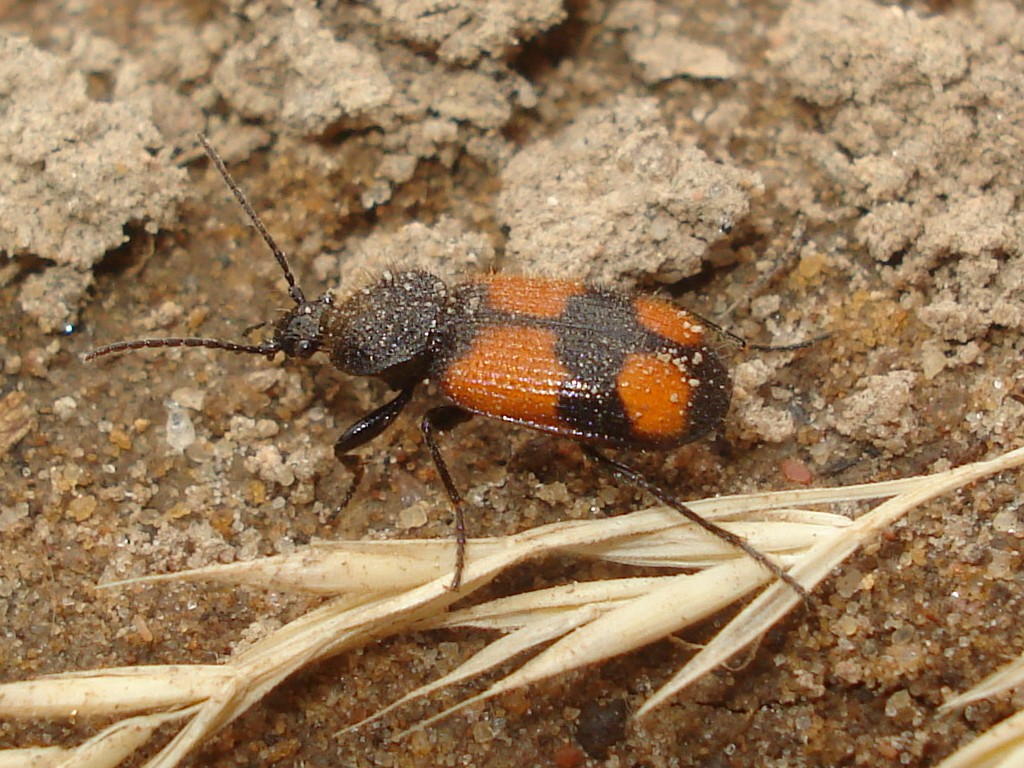
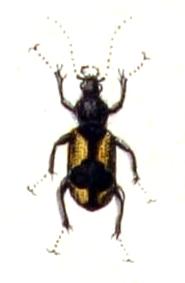